# Konrad Witz

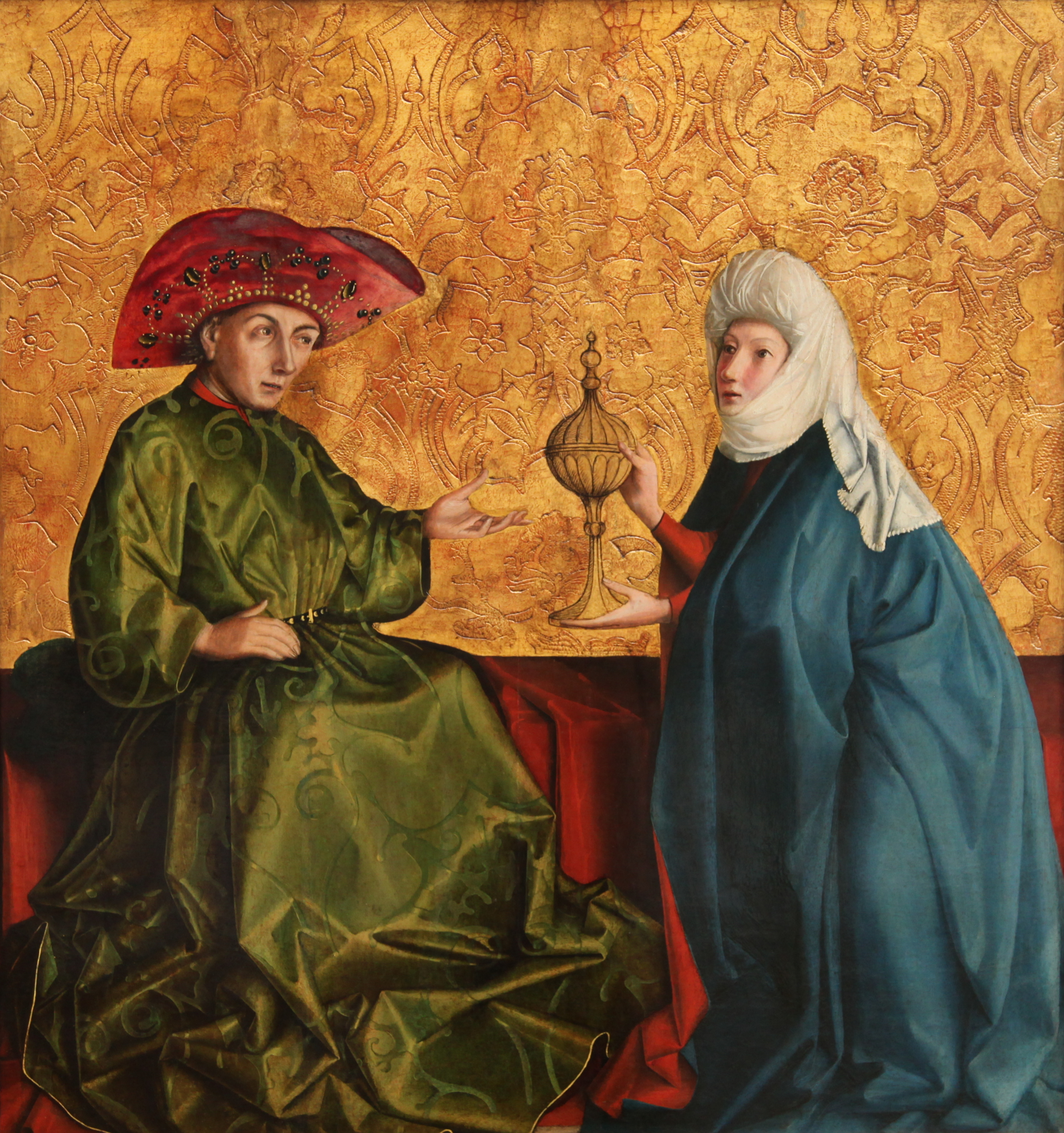
Salomon i królowa Saby, 1434–1435

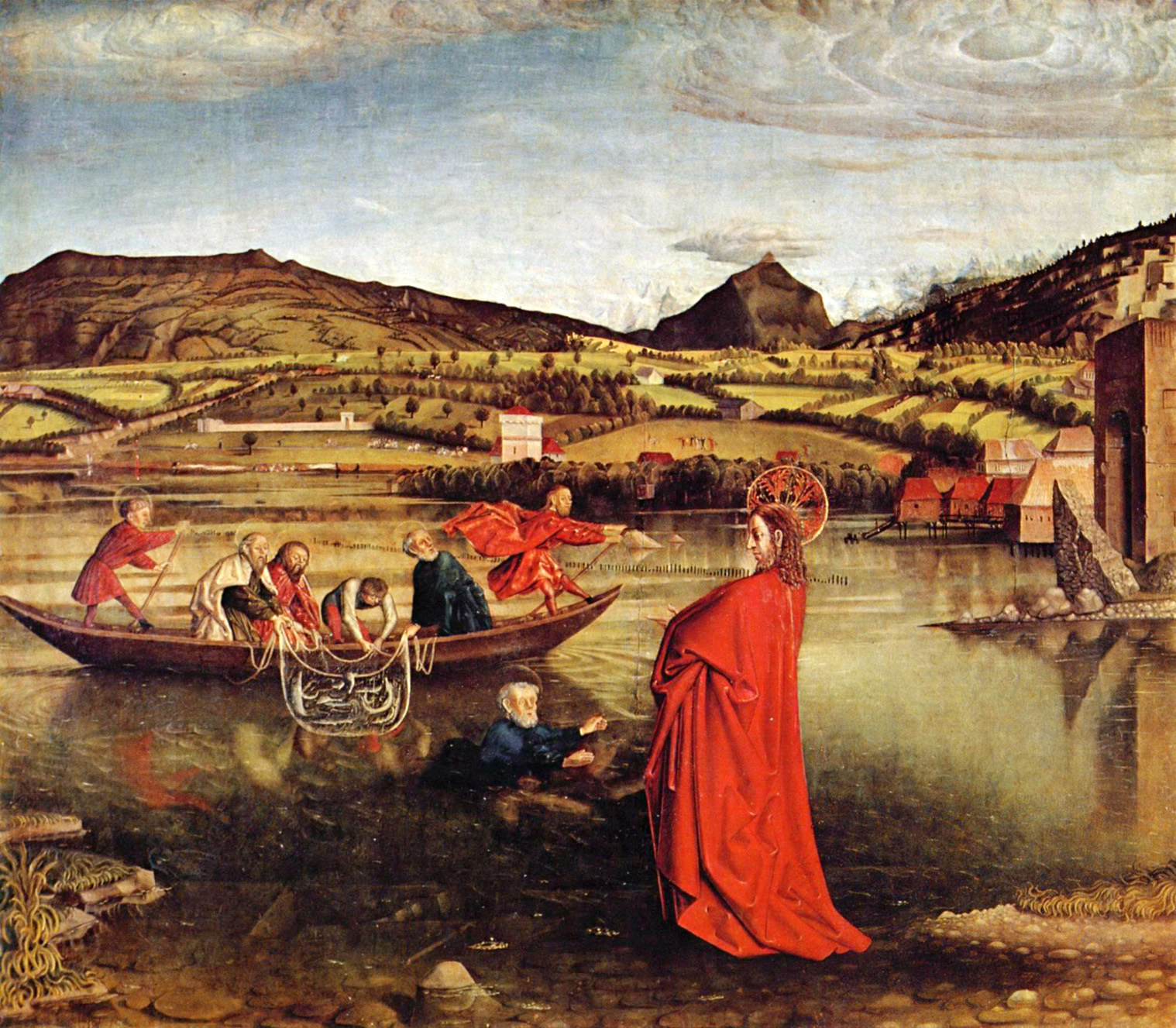
Cudowny połów, 1443–44

Konrad Witz (ur. ok. 1400 w Rottweil, zm. ok. 1445–7 w Bazylei) – niemiecki (według niektórych źródeł szwajcarski) malarz, tworzący na pograniczu gotyku i renesansu, wczesny realista.
Był synem Hansa, malarza i złotnika, któremu towarzyszył w wędrówkach. 
Niewiele pewnego wiadomo o wczesnej młodości artysty, jego wykształceniu i podróżach, jedynie analiza historyczna wpływów artystycznych dopuszcza przypuszczenia co do jego bardziej bezpośrednich kontaktów ze sztuką niderlandzką. Podczas pobytu w Konstancji, podczas odbywającego się tam XVII soboru powszechnego, otrzymał zlecenie wykonania ołtarza dla kościoła św. Leonarda w Bazylei. To jego dzieło, Heilsspiegelaltar, powstałe ok. 1430–35, uchodzi za jedno z jego najważniejszych; z pierwotnie 16 części ołatrza zachowało się do dziś jedynie 9 fragmentów, rozproszonych po muzeach w Bazylei, Berlinie i Dijon. Witz zamieszkał w Bazylei – od 1434 jako członek cechu, a od 1435 jako jej oficjalny obywatel; w 1443 nabył dom przy ulicy Freienstrasse, gdzie mieściło się także jego atelier. W 1444 stworzył na zamówienie arcybiskupa Genewy i późniejszego kardynała, François de Mies, ołtarz do tamtejszej katedry – Petrusaltar – zawierający na lewym skrzydle epokowe dla malarstwa pejzażowego dzieło Cudowny połów „z pierwszym bodaj w dziejach pejzażem, który można topograficznie zidentyfikować. [...]  ... malarz znad Neckaru, wykształcony zapewne w Niderlandach, przedstawił nabrzmiałe symboliczną treścią Chodzenie po wodach jeziora Genezaret na tle szczytów, które otaczają Leman”. Znamienne w tym obrazie ołtarzowym jest także definiowanie światła poprzez operowanie cieniem i walorem. Obecnie Cudowny połów znajduje się w genewskim Musée d'art et d'histoire. 
Witz należał do grupy malarzy, którzy od lat 30. XV wieku zaczęli przełamywać obowiązujący dotychczas idealizm i wprowadzać elementy realizmu. We wczesnym okresie namalował Ukrzyżowanie, przedstawiając w tle pejzaż z okolic Jeziora Bodeńskiego. W Świętej Katarzynie i Marii Magdalenie (Musée de l’Œuvre Notre-Dame, Strasburg) ukazał gotycko łamane szaty oraz realistyczne pomieszczenia ujęte z poszanowaniem zasad perspektywy. Realizm w detalach architektonicznych, a także efekty światłocieniowe widać na obrazach Hołd Trzech Króli i Uwolnienie św. Piotra z Musée d'art et d'histoire w Genewie. Szczyt swoich możliwości w oddaniu trzech wymiarów osiągnął w Cudownym połowie, znanym również jako Połów ryb na jeziorze Genezaret. Dorobek Konrada Witza stawia go w rzędzie prekursorów renesansu.